# Coelotes yambaruensis
Coelotes yambaruensis är en spindelart som beskrevs av Matsuei Shimojana 2000. Coelotes yambaruensis ingår i släktet Coelotes och familjen mörkerspindlar. Inga underarter finns listade i Catalogue of Life.